# Федерация хоккея Австралии
Федерация хоккея Австралии (англ. Ice Hockey Australia) - организация, которая занимается проведением соревнований по хоккею на территории Австралии. Образована в 1950 году как Австралийская хоккейная федерация, член Международной федерации хоккея с шайбой с 11 февраля 1938 года. Объединяет более 30 клубов, свыше 3,184 зарегистрированных игроков (из них 2,000 взрослых), 20 хоккейных залов с искусственным льдом. Крупнейшие Дворцы спорта в Сиднее, Мельбурне и Перте вмещающих по 5,000-8,000 зрителей.

## История
Хоккей в Австралию завезли эмигранты из Англии в начале XX века. В 1903 году команда английских хоккеистов сыграла матч с канадскими моряками (3:11). Есть и другая версия возникновения хоккея в стране, официально принята федерацией. В 1904 году в Аделаиде, где был единственный в стране каток, конькобежцы решили придумать игру, похожую на хоккей. Но первая официально зарегистрированная игра по хоккею состоялась в 1908 году между моряками американского военного корабля «Балтимор» и командой города Мельбурна.
В 1908-1909 годах в Сиднее сформировалась первая команда, а в 1909 году на мельбурнском катке «Глайсиариум» прошли первые встречи между командами штатов Нового Южного Уэльса (Сидней) и штата Виктория (Мельбурн).
Популярность хоккея быстро росла, чему в немалой степени способствовали канадские игроки и тренеры, которые эмигрировали в Австралию. В ледовых хоккеистов переквалифицировались игроки хоккея на траве. Хоккейные клубы появились прежде всего в штатах Новый Южный Уэльс, Северная Территория, Виктория и Южная Австралия.
Международные контакты австралийских хоккеистов начали налаживаться в 1921 году, но на зимние Олимпийские игры сборная Австралии поехала впервые в 1960 году (в Скво-Вэлли, США).

## Турниры
Первый чемпионат Австралии был проведен в 1955 году. В нем принимали участие чемпионы штатов. Первый чемпион страны - клуб «Блэк Гокс» (Сент - Мориц). Позже формула проведения чемпионата менялась. В конце 1970- х - начала 1980- х годов 7 команд национальной лиги участвовали в двухкруговом турнире. С середины 1980- х годов в национальной лиге играют 13 команд, распределенных на 3 группы: в штатах Новый Южный Уэльс и Северная Территория - 5 команд, в штате Виктория - 4 команды , в штате Южная Австралия - 4. Чаще всех чемпионом становился клуб «Ворринга Бомберз» - 18 раз. После окончания чемпионата страны определяют наиболее ценного и полезного игрока.
В состав Австралийской хоккейной федерации входят хоккейные ассоциации Северной Территории, штатов Новый Южный Уэльс, Квинсленд, Южная Австралия, Тасмания, Западная Австралия, Виктория. Наибольшая ассоциация - в штате Новый Южный Уэльс (11 клубов). В каждой ассоциации проводится чемпионат.
Главный турнир в Австралии - ежегодный (с 1921 года) розыгрыш Кубка Гудолл для сборных команд штатов. После окончания его вручаются призы ценному игроку и лучшему вратарю.
Хоккей среди детей, юношей и юниоров в стране развит слабо, хотя ежегодно сборные штатов разыгрывают четыре приза: Приз Брауна (участвуют хоккеисты в возрасте до 21), Приз Тэнг (до 17), Приз Де Фриза (до 15), Кубок президента (до 13).

## Игроки и национальная сборная
Сборная Австралии дебютировала на чемпионате мира и зимних Олимпийских играх в 1960 году в Скво-Вэлли. В первом матче 18 февраля 1960 года австралийцы проиграли сборной США 1:12. Лучший результат команды на чемпионатах мира и зимних Олимпийских играх - 9-е место (1960). В Австралии проходили турниры чемпионата мира группы С в 1989, и группы D чемпионата мира 1987.

### Сильнейшие игроки Австралии разных лет
- Вратари: М. Хаджигеоргиу;
- Защитники Г. Крофт;
- Нападающие: Г. Грант, К. Спайк, М. Пирс, С. Дэвидсон, Ч. Купер, С. Гарднер, Д. Боттерилл.